# Hrvatski savez klubova liječenih alkoholičara
Hrvatski savez klubova liječenih alkoholičara (HSKLA) je nevladina udruga koja funkcionira kao krovna udruga Klubova liječenih alkoholičara. Savez klubova liječenih alkoholičara Republike Hrvatske osnovan je 4. listopada 2007. godine. Sjedište Saveza klubova liječenih alkoholičara Republike Hrvatske je u Zagrebu, Klinika za psihijatriju, alkoholizam i druge ovisnosti Kliničke bolnice "Sestre Milosrdnice". Predsjednik HSKLA je Zoran Zoričić. 
Klubovi liječenih alkoholičara sinonim su za rehabilitaciju u alkoholizmu.
U suzbijanju i rješavanju problema vezanih uz pijenje alkoholnih pića i alkoholizam u Hrvatskoj od ranih šezdesetih godina vodeću ulogu ima Zagrebačka alkohološka škola, predvođena psihijatrom Vladimirom Hudolinom. U okvirima sveobuhvatnih socijalno-psihijatrijskih programa osnivaju se i zauzimaju važnu ulogu klubovi liječenih alkoholičara.  

## Aktivnosti
Hrvatski savez, udruženja klubova i klubovi organiziraju i niz drugih aktivnosti, sportske igre i večeri poezije, pod motom sportom protiv ovisnosti, odnosno poezijom protiv ovisnosti. 
Klubovi liječenih alkoholičara su otvoreni prema zajednici u kojoj djeluju i da se uz svoju osnovnu djelatnost uključuju i u preventivne aktivnosti na planu suzbijanja problematike vezane uz prekomjerno pijenje, alkoholizam i druge ovisnosti, kao i u programe zaštite i unapređenja duševnog zdravlja i zdravog načina življenja.
HSKLA je na osnivačkom kongresu od 16. do 21. listopada 2007. u Udinama (Italija) pristupila Svjetskoj organizaciji udruga klubova liječenih alkoholičara (eng. World Association of the Clubs of Alcoholics in Treatment)